# Alexander Salzberger
Alexander Salzberger es un actor, comediante y guionista sueco, más conocido por haber interpretado a Jorge Chávez en la franquicia Arne Dahl.

## Biografía
Alexander se entrenó en el "Swedish Academy School of Drama".
Habla con fluidez sueco e inglés.
Es buen amigo de los actores Joel Kinnaman, Vanna Rosenberg, Daniel Espinosa, Helena af Sandeberg y Henrik Lundström.
Salió con la actriz y comediante sueca Cecilia Forss, la pareja se comprometió pero poco después la relación terminó.
Alexander comenzó a salir con la actriz sueca Disa Östrand, el 1 de diciembre de 2015 la pareja le dio la bienvenida a su primer hijo Omar Salzberger.

## Carrera
En el 2015 se unió al elenco principal de la franquicia de Arne Dahl donde dio por primera ves al oficial de la policía y miembro de la unidad especial Jorge Chavez y esposo de la detective Sara Svenhagen (Vera Vitali) en la miniserie Arne Dahl: En midsommarnattsdröm, Arne Dahl: Dödsmässa, Arne Dahl: Mörkertal, Arne Dahl: Efterskalv y finalmente en Arne Dahl: Himmelsöga. Previamente el papel de Jorge fue interpretado por el actor Matias Varela.

## Filmografía[4]

### Series de televisión
| Año  | Título                           | Personaje         | Notas                           |
| ---- | -------------------------------- | ----------------- | ------------------------------- |
| 2016 | Finaste familjen                 | Rasmus            | episodio # 1.3                  |
| 2015 | Arne Dahl: Himmelsöga            | Det. Jorge Chávez | 2 episodios - miniserie         |
| 2015 | Arne Dahl: Efterskalv            | Det. Jorge Chávez | 2 episodios - miniserie         |
| 2015 | Arne Dahl: Mörkertal             | Det. Jorge Chávez | 2 episodios - miniserie         |
| 2015 | Arne Dahl: Dödsmässa             | Det. Jorge Chávez | 2 episodios - miniserie         |
| 2015 | Arne Dahl: En midsommarnattsdröm | Det. Jorge Chávez | 2 episodios - miniserie         |
| 2010 | Der Kommissar und das Meer       | Samir             | episodio "Ein Leben ohne Lügen" |
| 2009 | Hotell Kantarell                 | Sebbe             | episodio # 3.7                  |
| 2006 | Beck                             | Zoran             | episodio "Gamen"                |

### Películas
| Año  | Título       | Personaje | Notas                                        |
| ---- | ------------ | --------- | -------------------------------------------- |
| 2006 | Futurevision | Vincent   | corto - junto a Omid Khansari y Leo Lillrank |

### Director
| Año  | Obra        | Notas |
| ---- | ----------- | ----- |
| 2016 | Kicktorsken | obra  |

### Teatro
| Año  | Obra               | Personaje (es) | Director (a)       | Teatro                 | Notas |
| ---- | ------------------ | -------------- | ------------------ | ---------------------- | ----- |
| 2016 | Kicktorsken        | -              | -                  | Dramaten Theater       | -     |
| 2015 | En Fröjdefull Jull | -              | Jonna Nordenskiöld | Stockholms Stadsteater | -     |